# ТОЗ-54
ТОЗ-54 — двуствольное охотничье ружьё внешнекуркового типа с горизонтальным расположением стволов, предназначенное для промысловой и любительской охоты. Представляло собой результат дальнейшей модификации курковых ружей ТОЗ-63 и ТОЗ-66. Серийно выпускалось в 1974—1978 годах на Тульском оружейном заводе, было последним из курковых двуствольных ружей ТОЗ перед прекращением производства, возобновившегося только в 1986 году.

## Производство
Ружьё ТОЗ-54 выпускалось в 1974—1978 годах на Тульском оружейном заводе вместо прежних выходивших моделей курковых ружей — ТОЗ-63 и ТОЗ-66. Номинально предполагалось производство ружей со стволами 12, 16, 20, 28 и 32 калибров, однако в основном выпускались модели со стволами 12 калибра и реже со стволами 28 и 32 калибров (последние не производились крупными сериями). Ружьё ТОЗ-54 не только использовалось охотниками СССР и России, но и экспортировалось в США. Однако в целом ружей типа ТОЗ-54 было выпущено очень мало. Цена одного экземпляра варьировалась от 90 до 300 рублей. Малокалиберные ружья этого типа, пользовавшиеся большой популярностью у охотников, выпускались под маркировкой ТОЗ-50.
В 1978 году Тульский оружейный завод прекратил выпуск курковых двустволок: причиной стало падение спроса на оружие и на курковые ружья в особенности, в связи с чем на складах скопилось огромное количество ружей, реализация которых затянулась на многие годы. В частности, по состоянию на 1 июня 1984 года в союзе потребительских обществ «Холбос» в Якутии находилось на остатке 3280 единиц курковых ружей ТОЗ-54, а на складе самого завода находилось 140 подобных моделей. Производство курковых моделей возобновилось в канун 275-летия завода в 1986 году с выпуска модели ТОЗ-80 12 калибра. По состоянию на 1987 год завод высылал запчасти к ряду ружей (в том числе ТОЗ-54), но при этом не высылал стволы и ствольные коробки.

## Конструкция ружья

### Размеры и масса

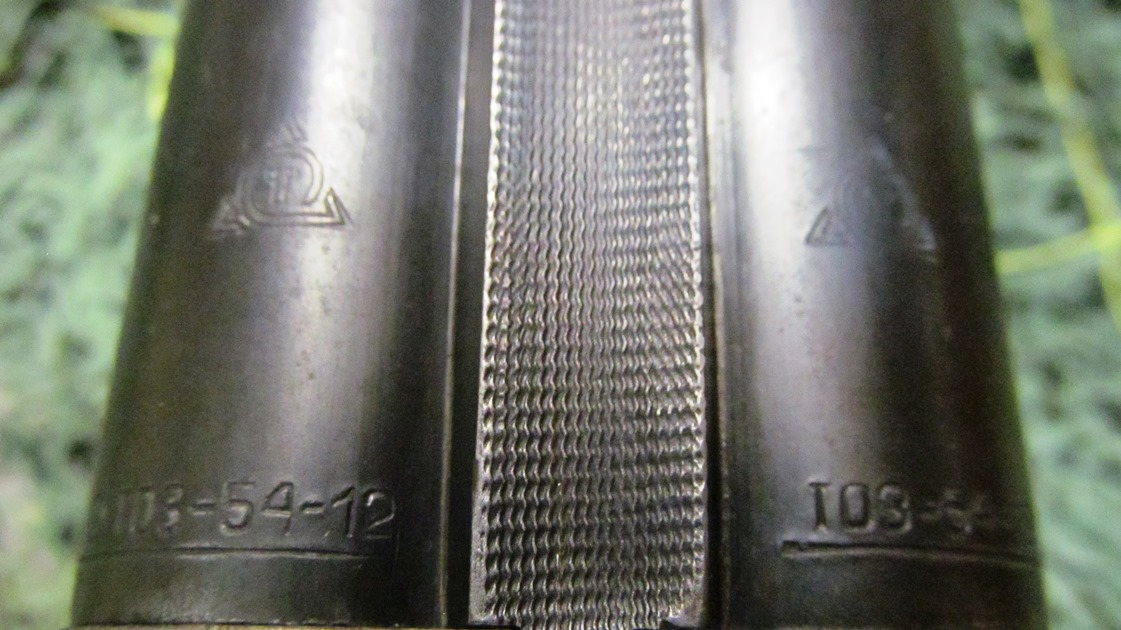
Заводская маркировка «ТОЗ-54»

ТОЗ-54 — это двуствольное курковое ружьё с горизонтальным расположением стволов, внешними курками и двумя спусковыми крючками, которое предназначалось для промысловой и любительской охоты. Длина стволов ТОЗ-54 отличается в зависимости от калибра: длина стволов 12 и 16 калибра составляет 700—720 мм, стволов 20 калибра — 660—675 мм, стволов 28 и 32 калибра — 620—675 мм. Общая длина ружья составляет 1110 мм у ружей со стволами 20, 28 и 32 калибров, 1150 мм — у ружей со стволами 12 и 16 калибров. Ширина и высота ружей — 58 и 198 мм соответственно вне зависимости от калибра. Длина патронников — 70 мм, единая для всех калибров. Вес ружья варьируется в районе от 2,5 до 3,2 кг в зависимости от калибра: для ружей 28 и 32 калибра — до 2,5 кг, для ружей 20 калибра — до 2,8 кг, для ружей 16 калибра — до 3 кг, для ружей 12 калибра — до 3,2 кг.
Характерные дульные сужения для ТОЗ-54 — получок у правого ствола и чок у левого ствола, что, в частности, было характерно для моделей 28 и 32 калибров. Размеры сужений в целом составляли 0,5 и 1 мм для правого и левого стволов соответственно. Для моделей 12 и 16 калибров сужения составляли 0,8 мм для правого ствола и 1 мм для левого. Диаметр бойков составлял 2,5 мм, угол их наклона относительно оси канала ствола для правого ствола — 17°20' вниз и 12°40' влево, для левого ствола — 17°20' вниз и 12°40' вправо.

### Ударно-спусковой механизм

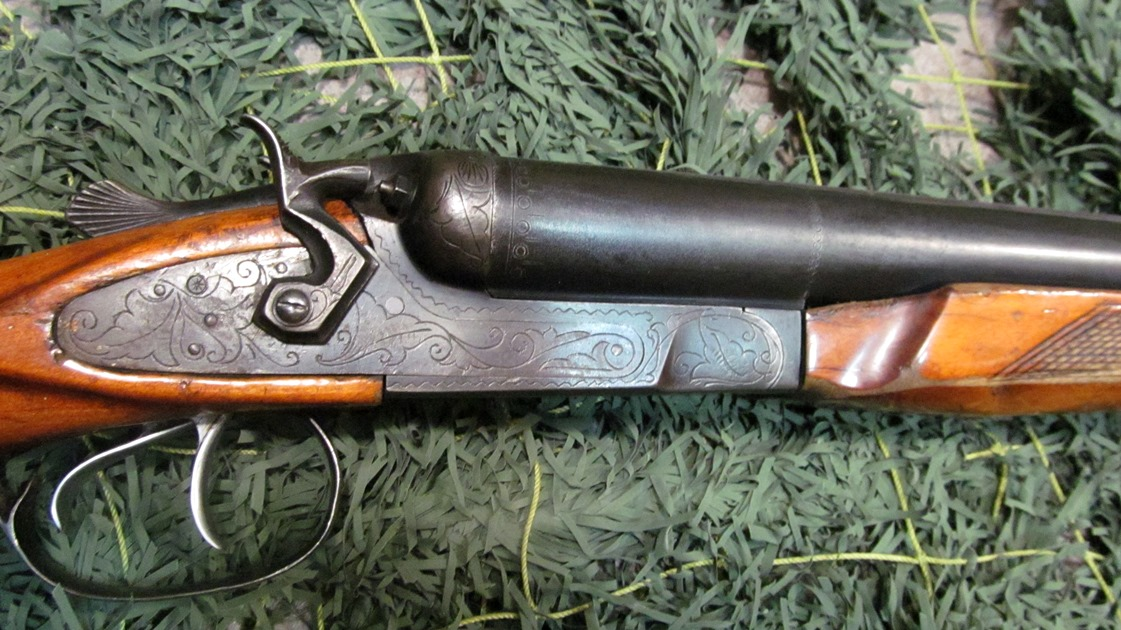
Гравировка на ТОЗ-54

Конструктивно ружьё почти не отличалось от курковых моделей ТОЗ-63 и ТОЗ-66. Стволы — откидные, расположены в горизонтальной плоскости, соединены со ствольной коробкой с помощью шарнира (образуется передней частью переднего подствольного крюка), осевого болта и шарнирной обоймы задней части рамки цевья. В стволах отсутствует короткая соединительная планка под цевьём между стойкой цевья и муфтой, что исключает появление коррозии. Каналы стволов хромированы. Запирающий механизм состоит из рамки Пэржэя, надвигающейся на два подствольных крюка, и поперечного болта Гринера (поперечный болт отсутствует в ружьях 28 и 32 калибров). Соединение стволов и запирающий механизм идентичны в моделях ТОЗ-БМ, ТОЗ-63 и ТОЗ-66. Цевьё отъёмное с рычажной защёлкой. Рычаг отпирания, как и у всех курковых моделей ТОЗ, расположен сверху. Боевые пружины длинные, пластинчатые, нагнетаются при ручном взведении курков.
Ударно-спусковые механизмы отъёмные, смонтированы на отдельных металлических досках. Курки наружные, возвратные, с отбоем; бойки также возвратные. Курки становятся предохранительными взводами ладыг на шептала спусковых рычагов; предохранительные взводы тем самым предотвращают случайные выстрелы. Рабочее поджатие перьев боевых пружин производится при непосредственном взведении наружных курков в боевое положение. Стреляные гильзы из патронников извлекаются общим неавтоматическим выбрасывателем (экстрактором). Следы на гильзах патронов, выстреливаемых из ружья ТОЗ-54, аналогичны следам от ружья модели ТОЗ-66.

### Дизайн

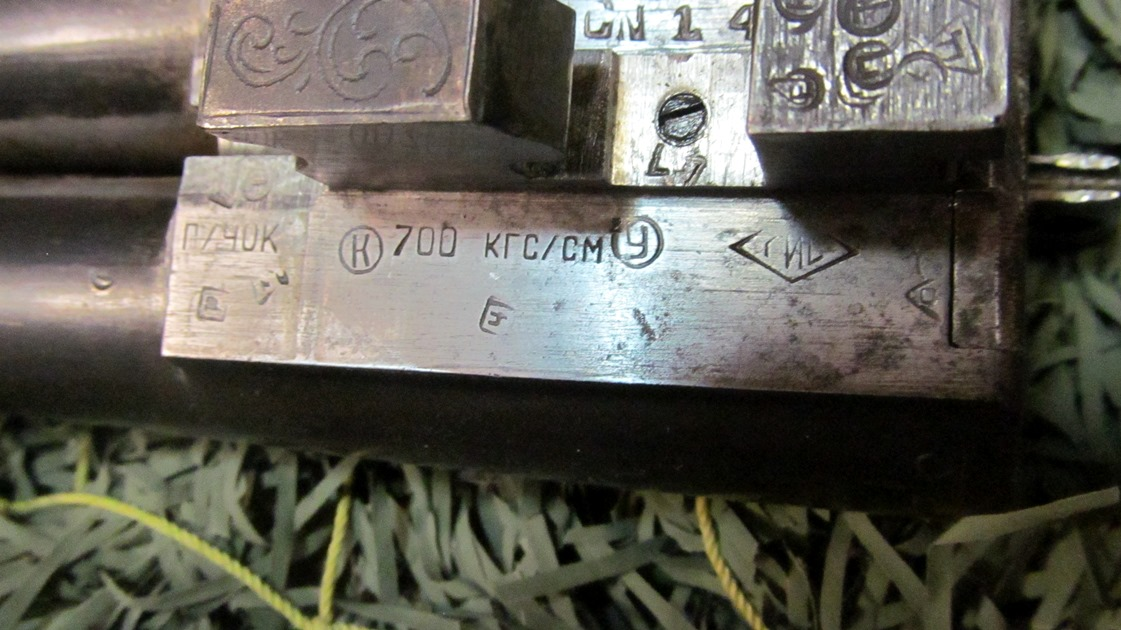
Заводская маркировка на внутренней части «ТОЗ-54»

От предыдущих моделей внешне ружьё ТОЗ-54 отличалось другой формой курков и более массивным цевьём, которое было несколько уширено. Классические формы курковой втулки были заменены на угловатые, что соответствовало тенденциям популярного тогда «угловатого» направления в промышленном дизайне, но значительно ухудшило общий внешний вид ружья. Последующей модели ТОЗ-80 вернули классическую форму. Ложа ТОЗ-54 изготавливается из бука или ореха типа Монте-Карло, форма шейки пистолетная.
К индексу изготовителя могла прибавляться буква Ш, что говорило о «штучном» исполнении ружья. На наружных поверхностях металлических деталей наносится гравировка в зависимости от типа исполнения: обычное исполнение — плоскостной орнамент; штучное исполнение — орнамент и охотничьи сцены, выполненные чеканкой и плоскостной гравировкой; сувенирное исполнение — высокохудожественный орнамент и охотничьи сцены, выполненные чеканкой.

## Стрельба

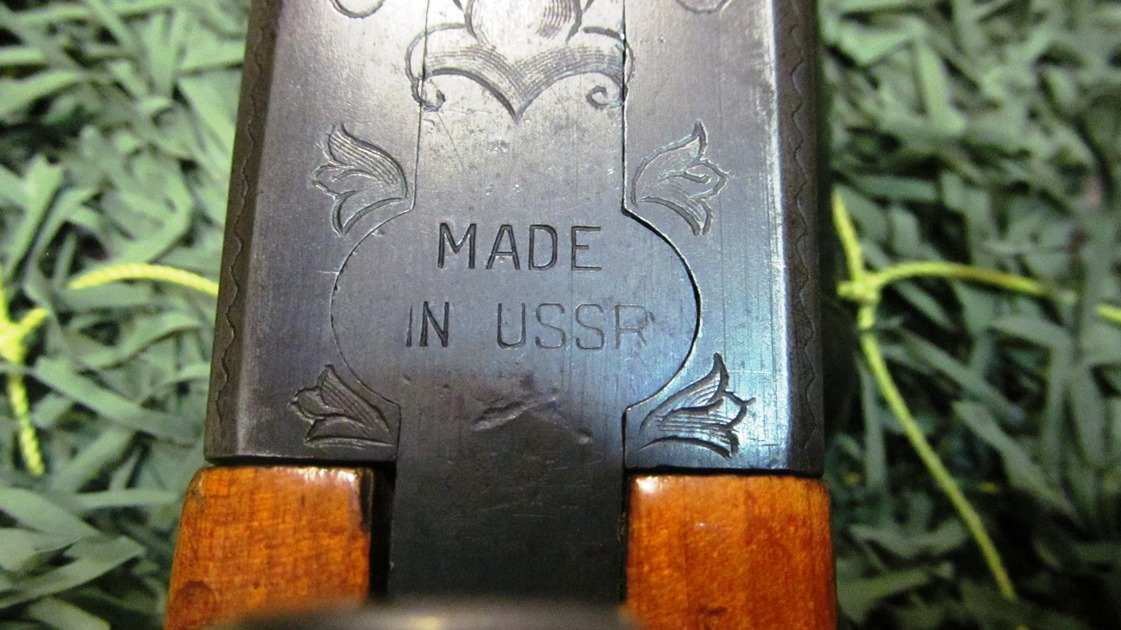
«Made in USSR»

Для стрельбы применяются стандартные патроны с неметаллической или патроны с металлической гильзой длиной 70 мм. Усилие спуска составляет 1,5—2 кг для переднего спускового крючка и 1,75—2,5 кг для заднего спускового крючка вне зависимости от калибра ружья. Кучность боя у правого ствола в целом составляет 50 %, а у левого 60 % (при том, что по международным стандартам кучность боя у получока должна составлять 60 %, а у чока — 70 %). При этом по сравнению с ТОЗ-63 и ТОЗ-66 у ТОЗ-54 в полтора раза выше «живучесть» и на 150 г меньше масса. Ружья со сверловкой правого ствола типа «цилиндр» или «улучшенный цилиндр» обычно дают хороший, а иногда отличный бой пулей. Обычно используется дымный порох № 3 или бездымный «Сокол», вес заряда и дроби зависит от типа пороха и калибра ружья. Гарантийная наработка ружья (ресурс) составлял 15 тысяч выстрелов.
В 1990 году в журнале «Охота и охотничье хозяйство» были опубликованы результаты испытания пули «Кировчанка», проведённые читателем В. Щегловым. Он провёл учебные стрельбы пулевыми патронами с доработанной автором «Кировчанкой» (в патрон входили, помимо пули, полиэтиленовая или бумажная гильза 12-го калибра, капсюль «Жевело» и порох «Сокол» массой от 2,3 до 2,5 г). Стрельба велась из ружей разных моделей — ТОЗ-34, ТОЗ-54, МЦ-9, ИЖ-27, МЦ 21-12 и ИЖ-58. Все ружья показали хорошие стрельбы на дистанции 50 и 75 м (пробоины не выходили из круга диаметром 5—10 см), но лучшие результаты показали именно ТОЗ-54 и МЦ-9.

### Сравнительные характеристики
В представленной ниже таблице приводятся характеристики кучности боя ружей ТОЗ-54 разных калибров и вес заряда пороха и дроби, используемый на охоте в разных условиях. Согласно паспорту ружья, не следует превышать вес заряда и снаряда, указанные на упаковке партии пороха. Порох разных партий может отличаться по характеристикам, и на упаковке пороха указываются допустимые нормы снаряжения для соответствующей партии.
| Название характеристики                                                | 12 калибр | 16 калибр | 20 калибр | 28 калибр | 32 калибр |
| ---------------------------------------------------------------------- | --------- | --------- | --------- | --------- | --------- |
| Кучность боя ружья обычного исполнения, % (правый ствол)               | 50        | 50        | 50        | 40        | 40        |
| Кучность боя ружья обычного исполнения, % (левый ствол)                | 60        | 60        | 60        | 45        | 45        |
| Кучность боя ружья штучного и сувенирного исполнений, % (правый ствол) | 55        | 55        | 55        | N/A       | N/A       |
| Кучность боя ружья штучного и сувенирного исполнений, % (левый ствол)  | 65        | 65        | 65        | N/A       | N/A       |
| Вес заряда дымного пороха № 3, г (летом)                               | 5,8       | 5,1       | 4,2       | 3,3       | 2,5       |
| Вес заряда дымного пороха № 3, г (зимой)                               | 6,4       | 5,6       | 4,6       | 3,7       | 3,0       |
| Вес заряда бездымного пороха «Сокол», г (летом)                        | 2,0       | 1,7       | 1,4       | 1,1       | 0,85      |
| Вес заряда бездымного пороха «Сокол», г (зимой)                        | 2,2       | 1,8       | 1,5       | 1,2       | 1,0       |
| Вес дроби, г                                                           | 32—36     | 28—30     | 23—25     | 18—20     | 14—16     |

## Комментарии
1. 1 2 3 4  Результаты испытаний при стрельбе по мишени диаметром 750 мм с расстояния 35 м[3]